# Spätzle

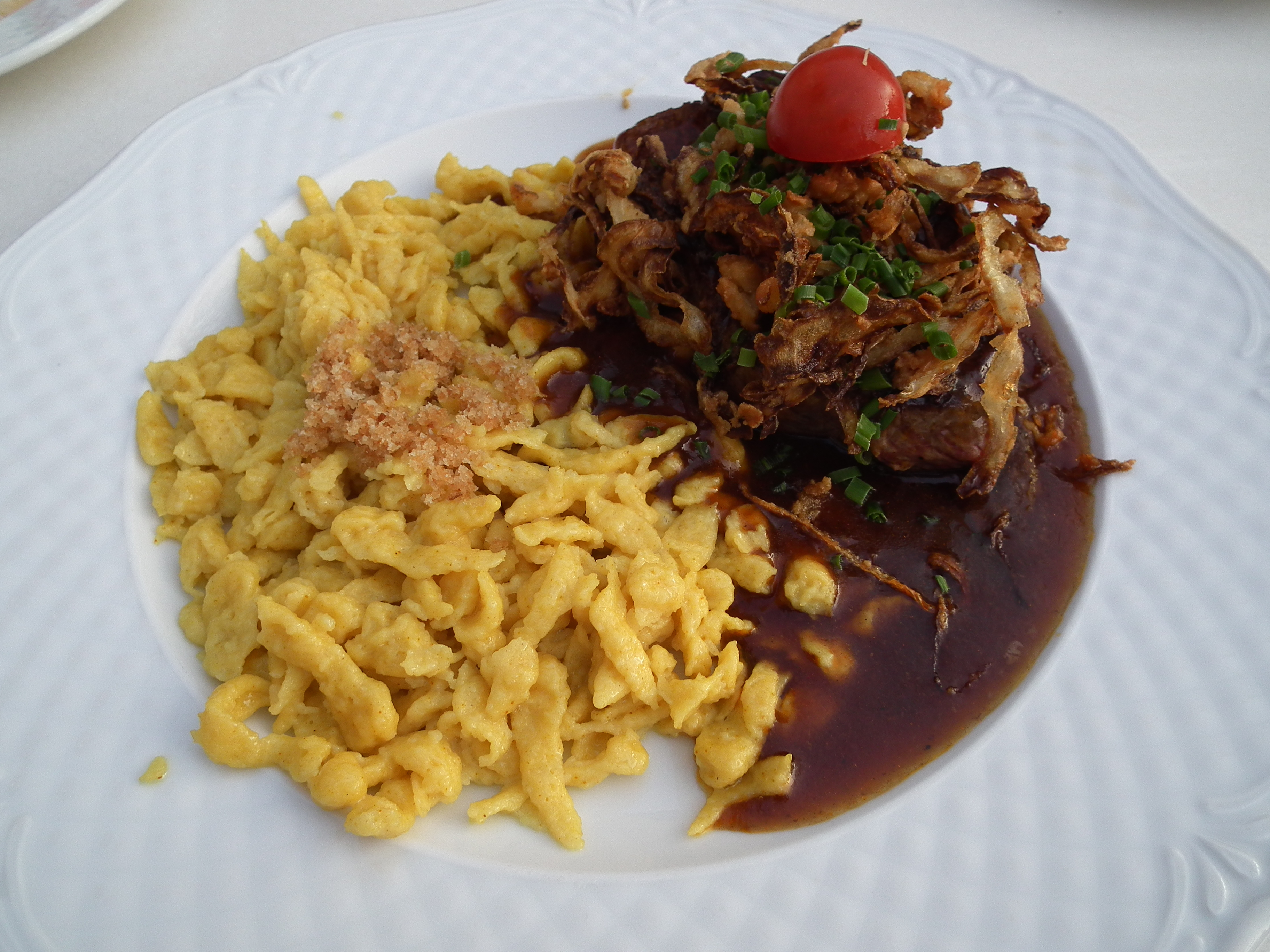
Spätzle mit angebräunten Semmelbröseln als Beilage zu einem Zwiebelrostbraten

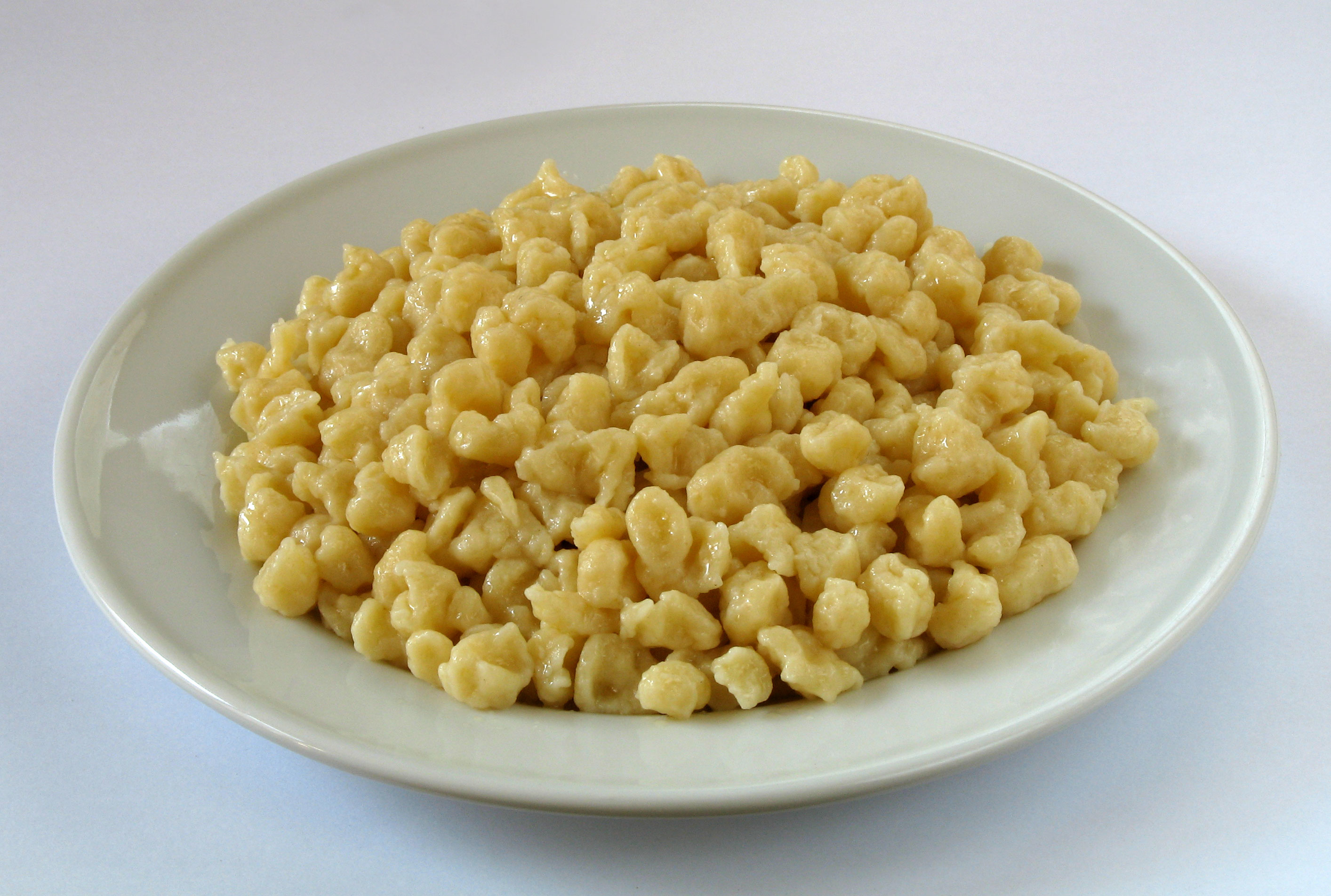
Gehobelte Knöpfle

Spätzle [ˈʃpɛtslə], Spätzla [ˈʃpɛtslʌ], Spatzen, Spatzeln, Spätzli (im Schweizer Hochdeutsch) oder Spätzlich (im Hohenlohischen) sind schwäbische bzw. alemannische Teigwaren in länglicher Form, die als Beilage oder mit weiteren Zutaten als eigenes Gericht serviert werden. Ähnliche Teigwaren in eher runder Form werden in Baden-Württemberg und in Bayerisch-Schwaben  auch Knöpfle bzw. in der Schweiz Chnöpfli genannt.
Spätzle sind Eierteigwaren aus Spätzlemehl, Salz und Frischei mit unregelmäßiger Form und rauer, poriger Oberfläche, bei welcher der zähe Teig direkt in siedendes Salzwasser/Wasserdampf eingebracht wird; dabei variiert ihre Form zwischen dünn und dick, länglich und kurz. Der Teig wird im Gegensatz zu Nudeln gerührt und nicht geknetet. Sie werden bereits während der Produktion gekocht. Bei der klassischen Art der Herstellung wird ein Spätzlesbrett, auch Schaberbrettle genannt, verwendet und der feuchte Teig ins Kochwasser geschabt. Bei Massenproduktion wird der Teig entweder durch Lochbleche gedrückt oder er tropft durch diese Bleche ins Kochbad.

## Name
Spätzle ist die schwäbische Verkleinerungsform von Spatz und bedeutet möglicherweise „Sperling“ oder „Batzen, Klumpen“. Spätzle ist in der hier verwendeten Bedeutung ein Pluralwort. Als Wasserspatzen (der Teig konnte in Notzeiten auch ohne Eier nur aus Mehl, Wasser und Salz bereitet werden) ist das Gericht im 18. Jahrhundert belegt. Im Raum Hohenlohe werden sie mit der fränkischen Verkleinerungssilbe -lich Spätzlich genannt, in der Schweiz und im Markgräflerland Spätzli oder Chnöpfli und im niederalemannischen Raum Knepfli. In Ungarn (nokedli und auch galuska – wobei dort beide Bezeichnungen eingebürgerte Fremdwörter sind) und der Slowakei ist ein äquivalentes Gericht verbreitet (galuska bzw. Bryndzové halušky). Im nördlichen Österreich werden Spätzle als Nockerln bezeichnet (z. B. in der Zubereitungsform Eiernockerl); in Kärnten und Tirol werden auch Teigtaschen als Nocken bezeichnet.
Der Name bezieht sich wahrscheinlich auf die Form der Spätzle im 18. Jahrhundert, die mit Spatzen verglichen wurde. Manche Sprachwissenschaftler lehnen den Namen auch an das Wort Batzen für (Teig-)Klumpen an.
Je nach Form wird in einigen Regionen zwischen Spätzle (die Länge übersteigt den Durchmesser um mehr als das Vierfache) und Knöpfle (das Verhältnis von Länge zu Durchmesser liegt unter zwei) unterschieden. Missratene, großklumpige oder zusammenklebende Spätzle werden auch Raben, Störchen, Rappen, Nachtigallen, Großvat(t)er oder Adler genannt.

## Geschichte und Bedeutung
Spätzle und Knöpfle haben in der Region Schwaben eine jahrhundertelange Tradition der Herstellung und eine große Bedeutung für die schwäbische Küche. Die schwäbische Literatur ist reich an Gedichten rund um das „Leibgericht der Schwaben“, so beispielsweise dem 1838 im Schwarzwälder Boten veröffentlichte Gedicht „Das Lob der Schwabenknöpfle“, dem Gedicht „Schwäbische Leibspeisa“ oder dem „Spätzles-Lied“.
Die Tradition der Spätzleherstellung in Schwaben lässt sich bis ins 18. Jahrhundert zurückverfolgen. Im Jahr 1725 fasste der württembergische Rat und Leibarzt Rosinus Lentilius „Knöpflein“ und „Spazen“ als „alles was aus Mehl zubereitet wird“ zusammen. Damals war Dinkel im schwäbisch-alemannischen Raum weit verbreitet; es ist ein anspruchsloses Getreide, das auch auf kargen Böden gedeiht. Dinkelmehl enthält viel Klebereiweiß; der Teig gelingt auch ohne die Zugabe von Eiern.

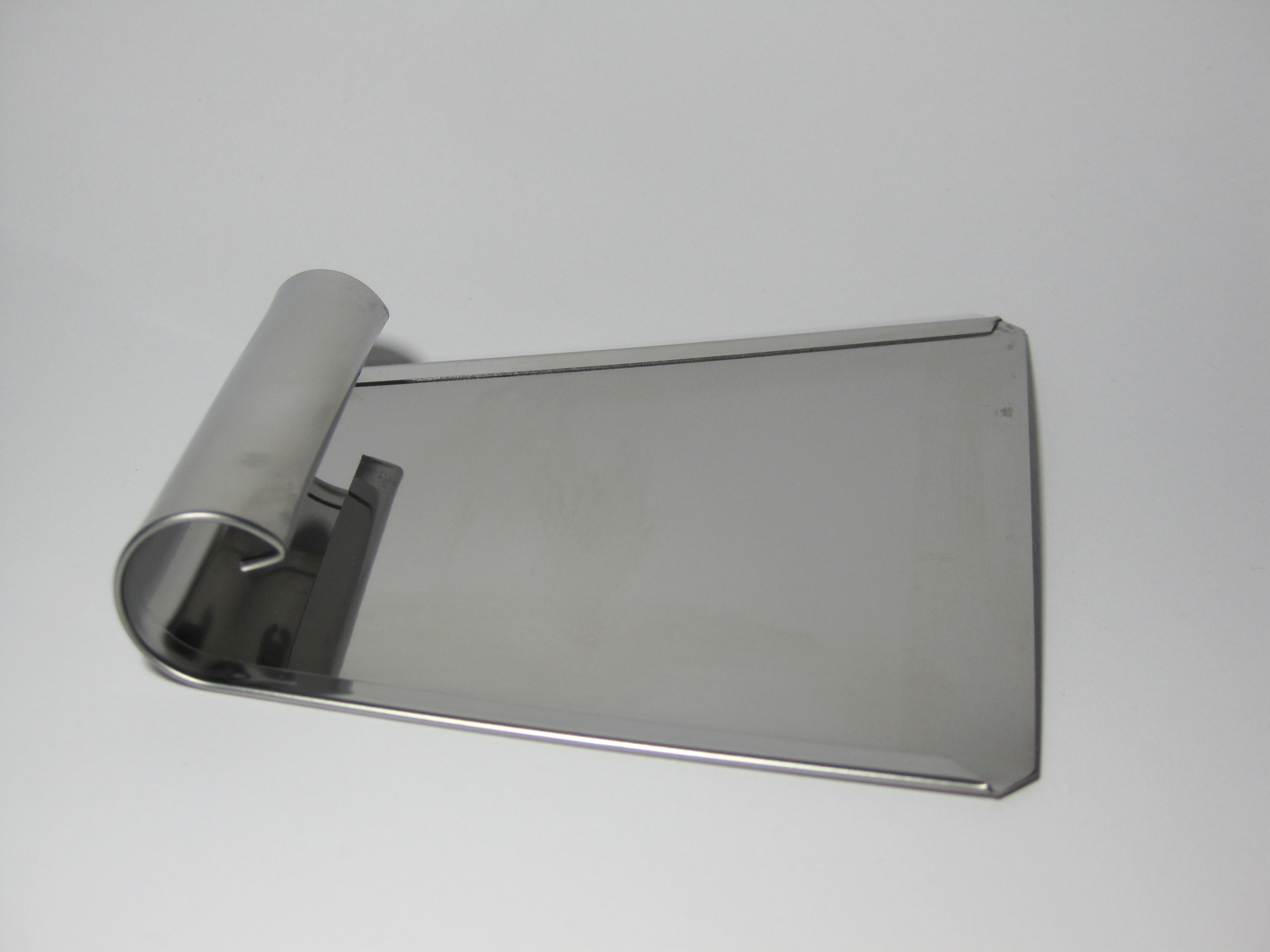
Spätzlesschaber

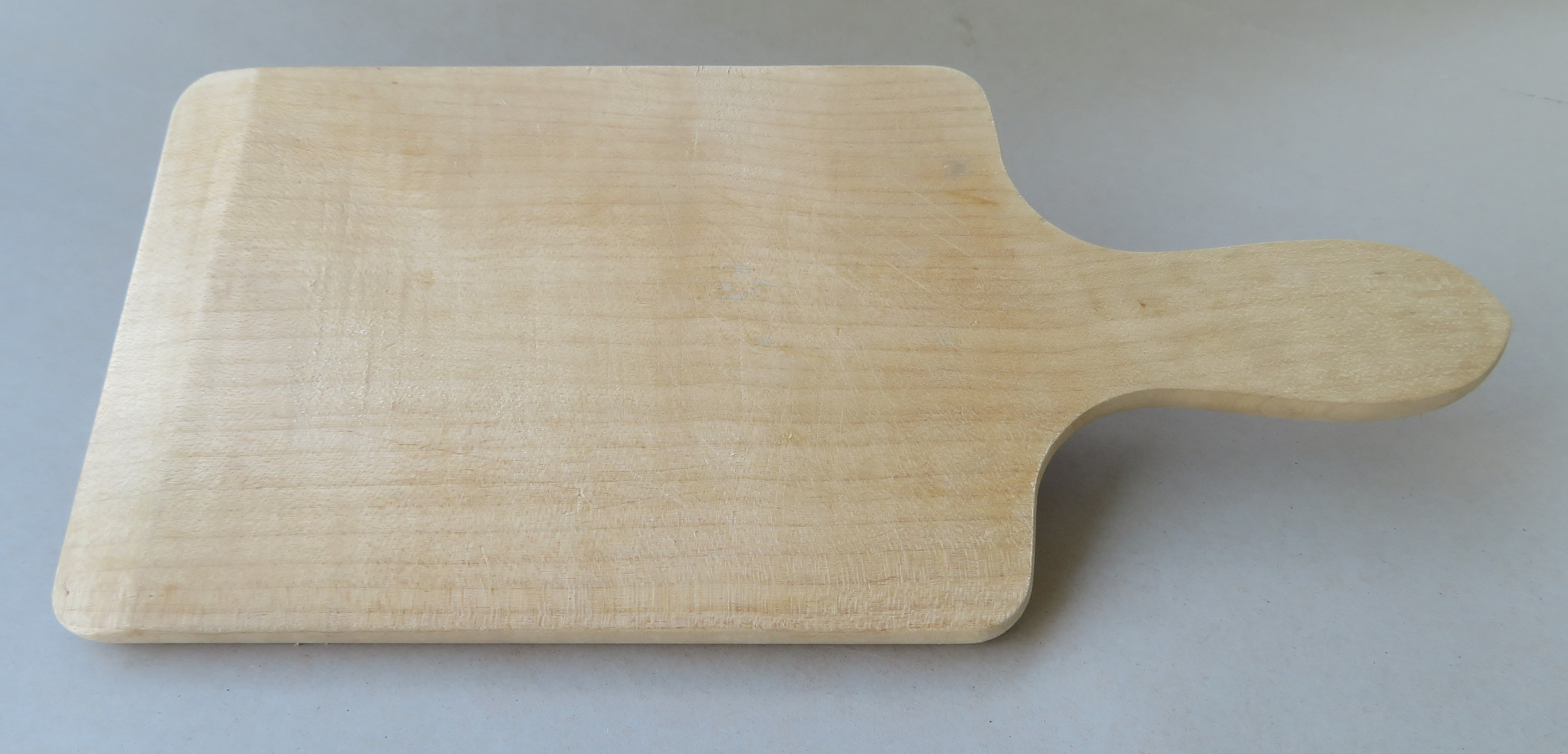
Spätzlesbrett

Traditionell werden Spätzle von Hand geschabt, handgeschabte Spätzle vom Brett – auch Brettspätzle genannt – gelten bis heute als besonderes Gütesiegel. Aus arbeitsökonomischen Gründen kam bereits seit Anfang des 20. Jahrhunderts die maschinelle Verarbeitung von Spätzle „mit Hausmachercharakter“, d. h. wie von Hand geschabt, auf. Mit Beginn der Industrialisierung und fortschreitendem Wohlstand avancierten die Spätzle von der Alltagskost zur kulinarischen Spezialität an Festtagen. In der Beschreibung eines schwäbischen Bauerndorfes aus dem Jahr 1937 werden Spätzle als Festspeise genannt. Ein Jahr zuvor erhob der Heimatdichter Sebastian Blau (Pseudonym von Josef Eberle) Spätzle zum Symbol regionaler Identität der Schwaben: „… die Spätzle sind das Fundament unserer Küche, der Ruhm unseres Landes, … das A und O der schwäbischen Speisekarte …“
Schwäbische Spätzle oder Knöpfle werden heute in Schwaben von nahezu allen Teigwarenherstellern und Gastronomen im Sortiment geführt und seit den 1980er Jahren auch erfolgreich exportiert. Sie finden ihre Erwähnung in zahlreichen schwäbischen Festen und Bräuchen und werden auch touristisch in Form von Spezialitätenwochen oder Kursen, Seminaren und Wettbewerben zum Spätzleschaben vermarktet. Es gibt zahlreiche Kochwettbewerbe und mehrere Weltrekorde im Spätzleschaben.
Mehrere Ausstellungen dokumentieren das traditionelle Wissen zur Herstellung in der Region Schwaben von den Anfängen bis zur Gegenwart. Die große Bedeutung der Spätzle für die schwäbische Küche belegt u. a. der 1827 erstveröffentlichte Roman „Die Geschichte von den sieben Schwaben“, dem zufolge im Schwabenland die Gewohnheit bestehe, „dass man täglichs Tags fünf Mal ißt, und zwar fünf Mal Suppe, und zwei Mal dazu Knöpfle oder Spätzle“. Elise Henle erläutert 1892, dass es sich für eine Frau in Schwaben gezieme, die Herstellung von Spätzle zu beherrschen: „S isch koi richtigs Schwobe-Mädla, des net Spätzla kocha ka.“ Für die Neuzeit zählt der schwäbische Autor Siegfried Ruoß in dem Kochbuch „Schwäbische Spätzleküche“ über 50 verschiedene Spätzlerezepte für die Region Schwaben auf. In Bad Waldsee ist das Spätzle-Museum ansässig.
Früheste Rezepte für Spätzle finden sich seit 1783 im sogenannten Göppinger Kochbuch (siehe Literatur), das von Rosina Dorothea Knör, verwitweter Schmidlin, geb. Dertinger (1733–1809), verfasst wurde.

## Herstellung

### Zutaten
Der Spätzleteig wird aus Mehl, Eiern, lauwarmem Wasser, mancherorts auch mit Milch, und Salz zubereitet, wobei die Mengenanteile variieren können. Der Teig kann auch ohne Zugabe von Wasser oder Milch unter Verwendung eines größeren Anteils an Eiern hergestellt werden. Im Handel angebotenes Spätzlemehl ist meist grobkörnigeres (doppelgriffiges) Weizenmehl Type 405, teilweise mit Dinkelmehl oder feinem Grieß gemischt. Die Spätzle werden dadurch bissfester. Spätzlevarianten können zusätzliche Zutaten enthalten.

### Zubereitung

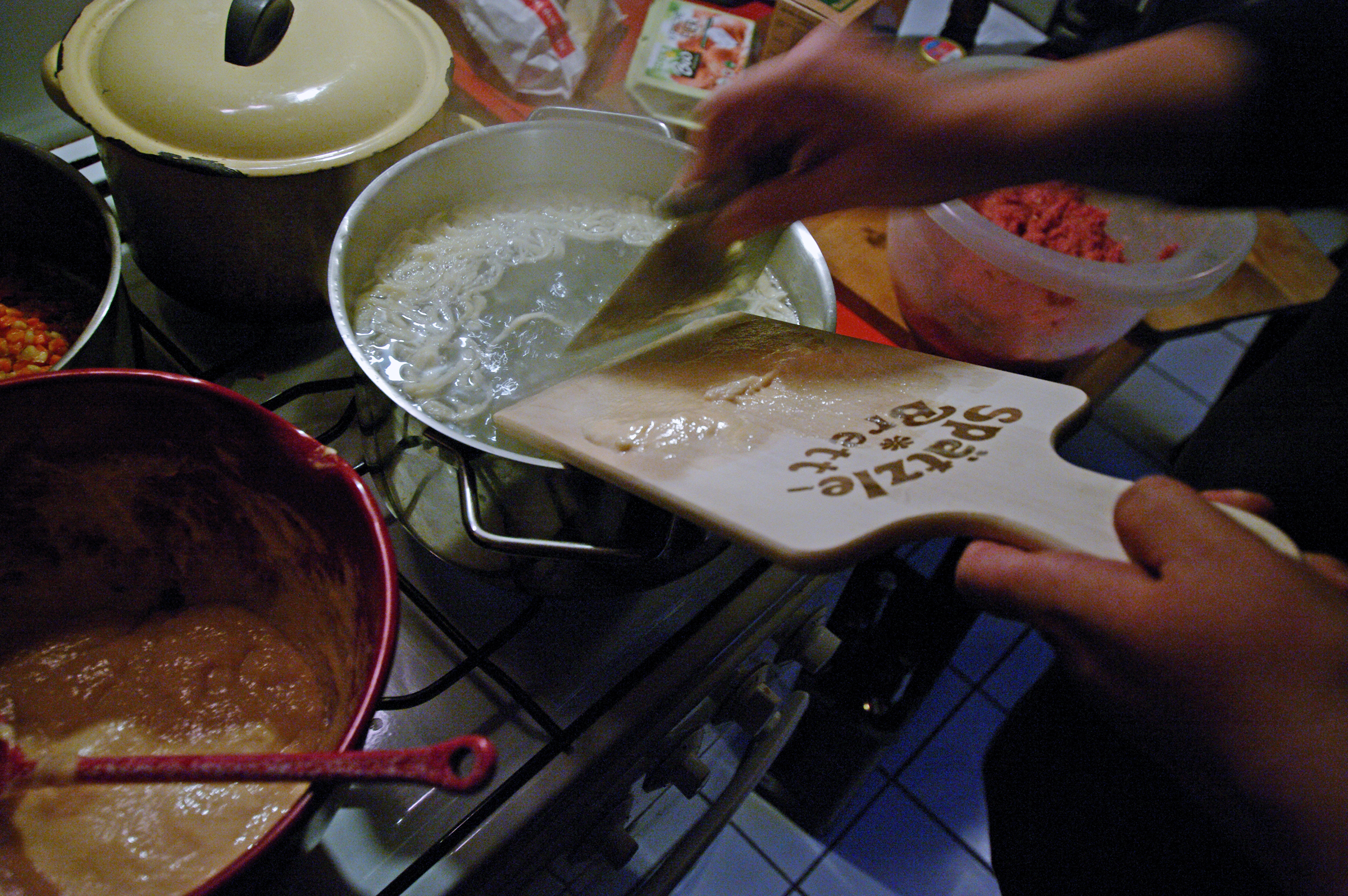
Herstellung handgeschabter Spätzle

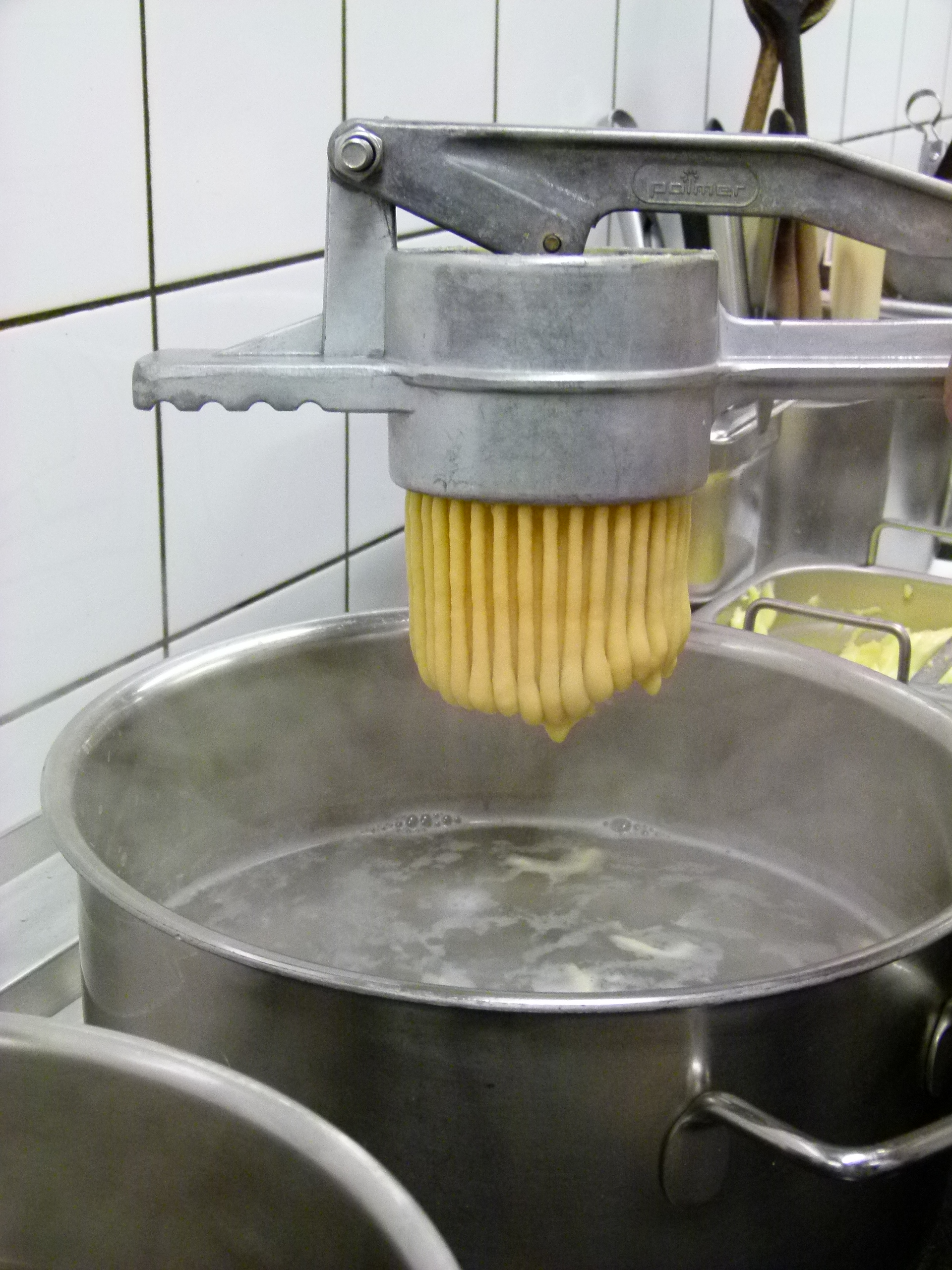
Herstellung mit Spätzlepresse

Im Gegensatz zu geknetetem Nudelteig ist Spätzleteig zähflüssig. Er wird mit einem Kochlöffel geschlagen, bis der Teig Blasen wirft. Für die weitere Zubereitung gibt es verschiedene Arten, wobei die Konsistenz angepasst wird:
- Geschabt: Bei der klassischen Zubereitung wird der frische Teig auf einem feuchten, idealerweise vorne angeschrägten Spätzlesbrett ausgestrichen und mit einem Spätzlesschaber oder einem Messer oder einer Palette in dünnen Streifen direkt ins kochende Salzwasser geschabt. Diese traditionelle Form ist aufwändig und erfordert Übung.
- Gepresst: Mit der Spätzlepresse wird der Teig senkrecht in Fäden ins Wasser gepresst. Dadurch entstehen lange, gleichmäßige Spätzle.
- Gehobelt: Den Spätzlehobel gibt es in zwei verschiedenen Ausführungen:
  - Der Hobel mit runden, glatten Löchern erzeugt kurze, dicke Spätzle (Knöpfle).
  - Der Hobel mit nach unten weisenden Nasen an den Löchern erzeugt lange Spätzle.
- Eine neuere Art ist die Verwendung eines Spätzlesiebes.
- Alternativ kann auch eine Passiermühle verwendet werden.

Die Spätzle sind ungefähr innerhalb einer Minute gar, steigen nach oben und werden mit einem Schaumlöffel entnommen. Sie sollten nicht abgeschreckt, sondern in noch heißem Zustand serviert werden. Häufig werden die Spätzle in der Zeit bis zum Servieren in heißem, aber nicht mehr kochendem Wasser oder Spätzlebrühe warmgehalten. Klassisch werden die Spätzle mit geschmälzten Semmelbröseln angerichtet. Die Spätzlebrühe wurde insbesondere bei Leber-, Wurst- oder Brätspätzle häufig nicht weggeschüttet, sondern zu einer Suppe weiterverarbeitet.
Spätzle sind im Handel auch getrocknet oder als gekühlte und abgepackte Fertigware erhältlich.

## Spätzlevarianten und Gerichte

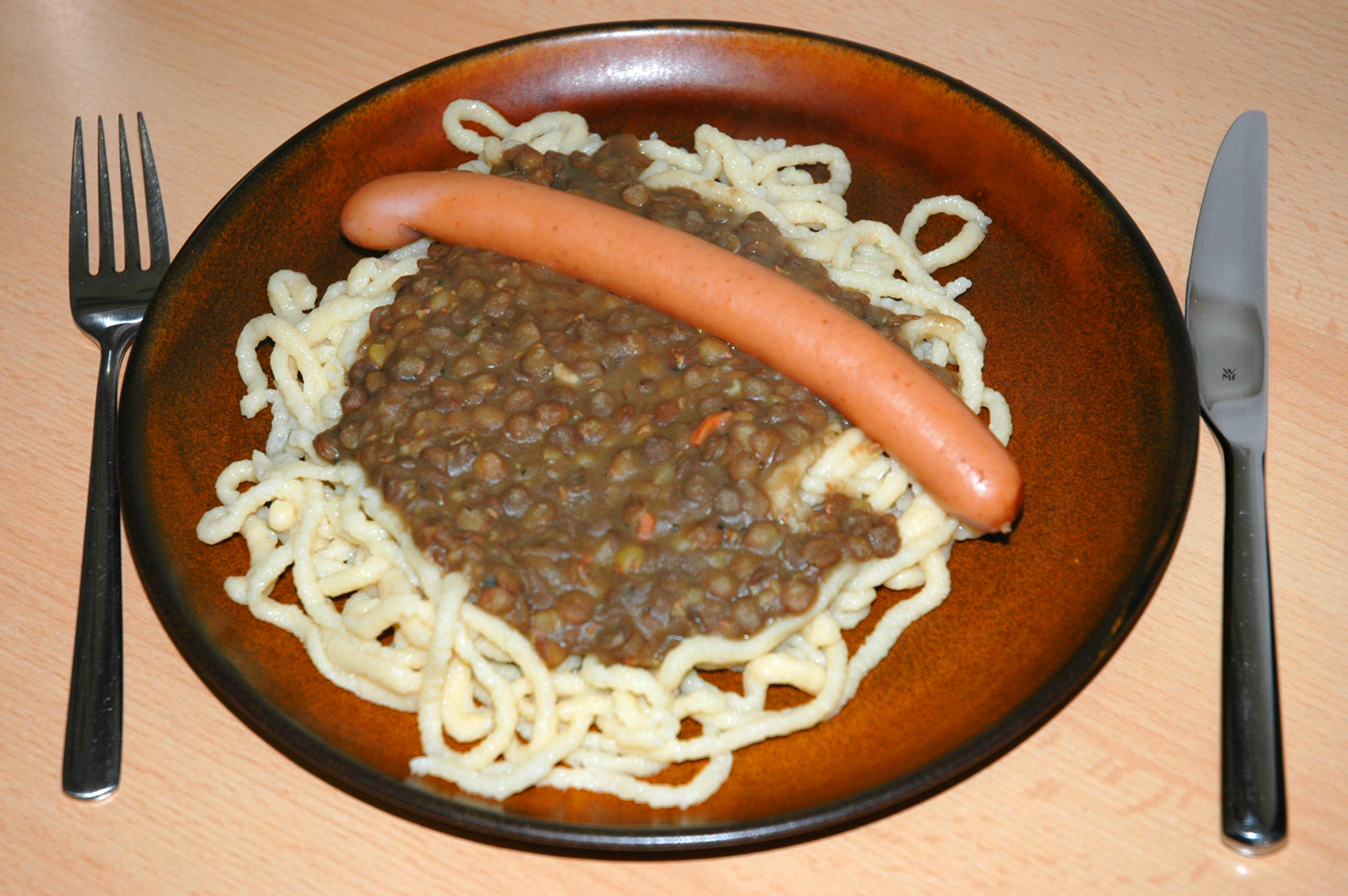
Spätzle mit Linsen und Saitenwürstle

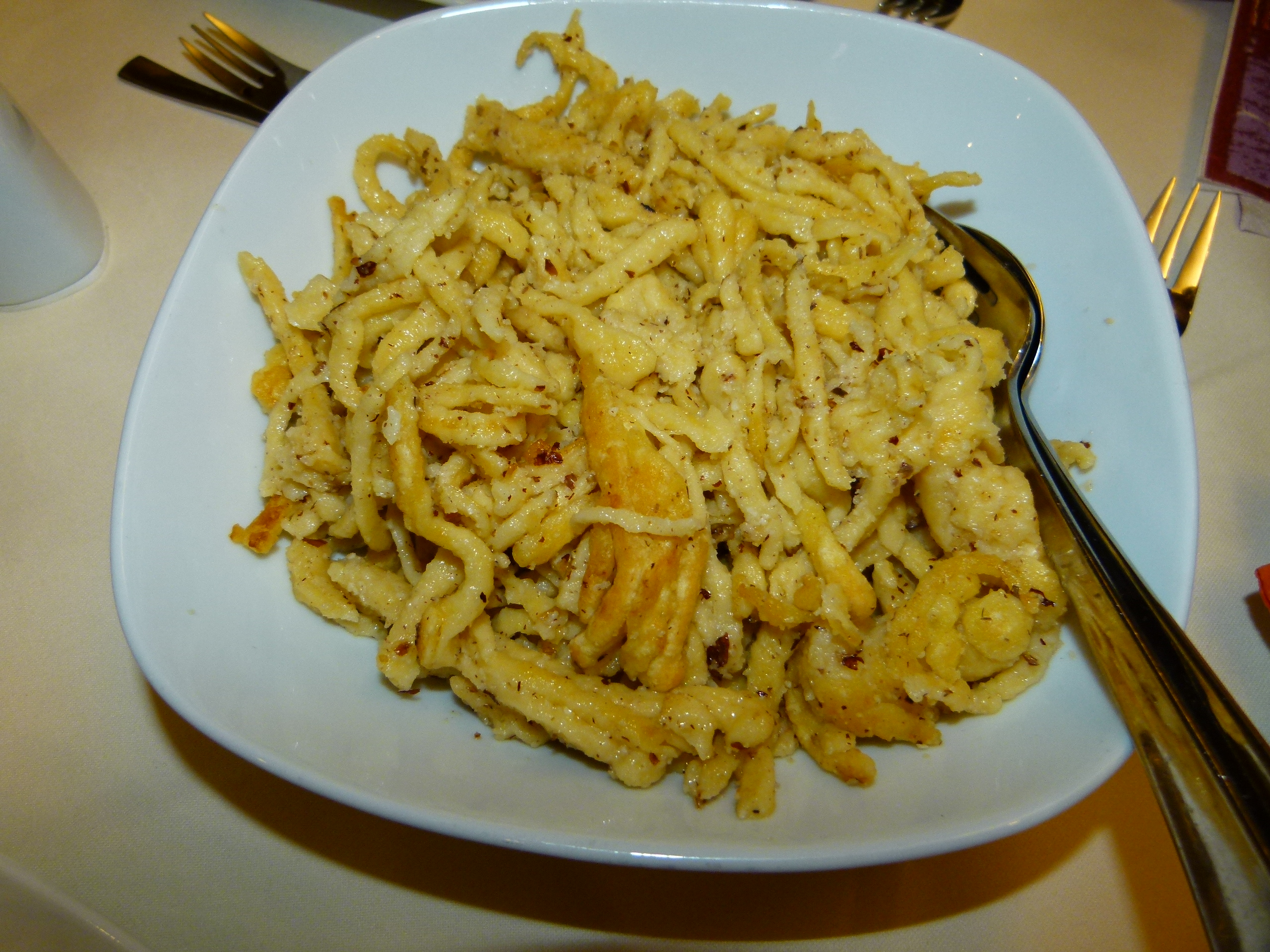
Haselnuss-Spätzle

- Apfelspätzle sind eine süße Variante, die im Allgäu und am Bodensee anzutreffen ist. Angerösteten Spätzle werden gedämpfte Apfelscheiben bzw. Apfelkompott hinzugefügt und diese dann mit Zucker und Zimt bestreut.
- Backspätzle werden goldgelb gebacken und sind eine reine Suppeneinlage.
- Brätspätzlesuppe
- Dinkelspätzle werden aus Dinkelmehl zubereitet.
- Eispätzle: Die Spätzle werden in einer Pfanne mit Butter geschwenkt und mit verrührten Eiern vermengt.
- Feuriger Spätzletopf: Hackfleisch, Zwiebeln und Kohl bzw. Chicoree werden aufgekocht und mit Spätzle vermengt.
- Gaisburger Marsch ist ein klassisches schwäbisches Eintopfgericht mit Spätzle.
- Haselnuss-Spätzle: angeröstet und mit gemahlenen Haselnüssen.
- Kartoffelspätzle: Dem Spätzleteig werden geriebene gekochte Kartoffeln hinzugefügt.
- Kässpätzle sind wohl das bekannteste Spätzlegericht. Besondere Tradition hat es in Schwaben, im Allgäu und in Vorarlberg als Käsknöpfle. Gemeinsam ist den vielen Varianten, dass Spätzle, abgeschmälzte Zwiebeln und verschiedene Käsesorten geschichtet werden. Typische Käsesorten sind Emmentaler und Bergkäse, aber auch Limburger Käse, Weißlacker-Käse oder Vorarlberger Bergkäse. Beilagen sind meist Blattsalate oder Kartoffelsalat. Im Vorarlberger Oberland und in Liechtenstein ist zu Kässpätzle auch Apfelmus üblich. Reste der Kässpätzle können mit Butter in einer Pfanne angebraten werden.
- Kräuterspätzle: Dem Spätzleteig werden verschiedene klein gehackte Kräuter, wie Petersilie, Liebstöckel, Estragon oder Sauerampfer, hinzugefügt.
- Krautspätzle werden zusammen mit Sauerkraut und Speck in der Pfanne erhitzt, bis das Kraut teilweise angeröstet ist.
- Leberspätzle bestehen aus einem Teig, der zusätzlich pürierte, rohe Leber enthält. Sie werden mit Röstzwiebeln serviert oder als Suppeneinlage verwendet.
- Linsen mit Spätzle und Saitenwürstle ist ein typisch schwäbisches Spätzlegericht.
- Milchspätzle: Spätzle dienen zusammen mit aufgekochter Milch und Eiern die Grundlage einer Süßspeise mit Apfelmus oder abgekochtem Dörrobst.
- Mohnspätzle: Die Spätzle werden mit gemahlenem Mohn und Zucker in der Pfanne angeröstet.
- Pinzgauer Kasnockn sind eine Salzburger Variante der Kässpätzle mit Pinzgauer Bierkäse, einer pikanten und stark riechenden Spezialität.
- Schinkenrahmspätzle werden mit einer Soße aus Kochschinken und Sahne vermengt.
- Spätzle mit Dörrzwetschgen stellt eine Süßspeise mit Schichten von Spätzle bzw. Knöpfle sowie Dörrzwetschgen dar, die mit zerlassener Butter abgeschmälzt und mit Zucker und Zimt versehen werden.
- Spätzlesauflauf: Die Spätzle werden zusammen mit Schinken mit gekochtem Kraut gemischt und mit Käse überbacken.
- Spätzleseintopf: Die Spätzle werden einer Fleisch- und Gemüsesuppe beigefügt.
- Spätzlesomlett: Eier und Schinken werden zusammen mit den Spätzle gebraten.
- Spätzlespuffer: Spätzle bzw. Knöpfle werden wie Kartoffelpuffer gebraten.
- Spinatspätzle bestehen aus einem Teig, dem zusätzlich feingehackter Spinat, neuerdings auch Bärlauch, beigegeben wird. Sie werden mit Speckwürfeln oder Schinken-Rahm-Sauce serviert.
- Wurstspätzle: Dem Spätzleteig werden kleine Fleischwurstwürfel hinzugefügt. Die Wurstspätzle werden in Brühe serviert.
- Trofie bestehen aus einem Teig, der zusätzlich mit Pesto versetzt ist. Diese Variante ist in Oberitalien beheimatet.
- Zwiebelspätzle: Dem Teig werden zerriebene Zwiebeln beigefügt.

## Geschützte Herkunftsbezeichnung
Seit März 2012 dürfen Schwäbische Spätzle und Schwäbische Knöpfle mit dem EU-Qualitätssiegel für „Geschützte geographische Angaben (g.g.A.)“ versehen werden und sind europaweit als regionale Spezialität geschützt. Um dieses Zeichen tragen zu dürfen, muss eine der Herstellungsstufen des Produktes (Erzeugung, Verarbeitung oder Herstellung) im jeweils definierten Herkunftsgebiet stattgefunden haben. Als Herkunftsgebiet für Schwäbische Spätzle und Schwäbische Knöpfle sind ganz Baden-Württemberg sowie der bayerische Regierungsbezirk Schwaben erlaubt.